# Бурный (Эвенкийский район)
Бурный — посёлок в Эвенкийском районе Красноярского края. Образует сельское поселение посёлок Бурный.
До 2002 года согласно Закону об административно-территориальном устройстве Эвенкийского автономного округа — село.

## География
Расположен на левом берегу реки Вельмо, притока реки Подкаменная Тунгуска, в устье реки Бурная (Тельма). Река Бурная (Тельма) делит поселение на две части.

## История
Бурный основан в 1933 году. Свое название поселение получило от названия реки Бурной, которая до этого носила название Тельма (значит «гремучая»). Основателями села Бурный стали староверческие семьи Павла Захаркова и Алексея Щеголева.
В 2017 году образован Бурнинский поселковый совет.

## Инфраструктура
По данным похозяйственной книги села за 2009 год, в Бурном зарегистрированы 44 двора, 39 хозяйств. В поселке есть начальная школа и фельдшерско-акушерский пункт. Основные предприятия села — Байкитэнерго, Эвенкиянефтепродукт, лесхоз, почта России, рыбкоопмагазин.

## Население
| 2010 | 2012 | 2013 | 2014 | 2015 | 2016 | 2017 |
| ---- | ---- | ---- | ---- | ---- | ---- | ---- |
| 193  | ↘191 | ↗196 | ↘192 | ↗194 | ↗195 | ↘191 |
| 2018 | 2019 | 2020 | 2021 |      |      |      |
| →191 | ↗194 | ↗197 | ↗199 |      |      |      |

Сельчане держат коров, свиней, овец, кур, охотничьих собак. В огородах выращивают картофель, капусту, свеклу, морковь, лук, чеснок. В теплицах — огурцы, помидоры, даже арбузы.
Сельчане занимаются в основном традиционными видами деятельности — охотничьим промыслом, рыбалкой, сбором дикоросов.

## Местное самоуправление
Бурнинский поселковый совет II созыва
Дата избрания: 19.09.2021. Срок полномочий: 4 года. Количество депутатов: 7.
| Фракция        | Кол-во депутатов |
| -------------- | ---------------- |
| Самовыдвижение | 7                |

Председатель Совета — Горяев Руслан Анатольевич.
Глава поселка
- Горяев Руслан Анатольевич. Дата избрания: 08.09.2024. Срок полномочий: 4 года.

Руководители поселка
- Городилова Раиса Викторовна, глава в 2020—2024 годах.
- Городилова Валентина Николаевна, глава в 2016—2020 годах.
- Гуляева Татьяна Алексеевна, глава в 2004—2016 годах.
- Сидоркин Леонид Тимофеевич, глава в 1995—2004 годах.